# Château de Lumley
Pour les articles homonymes, voir Lumley.
Le château de Lumley est un château quadrangulaire du XIVe siècle situé à Chester-le-Street dans le Nord de l'Angleterre, près de la ville de Durham et une propriété du comte de Scarbrough. C'est un bâtiment classé Grade I. C'est actuellement un hôtel.

## Histoire

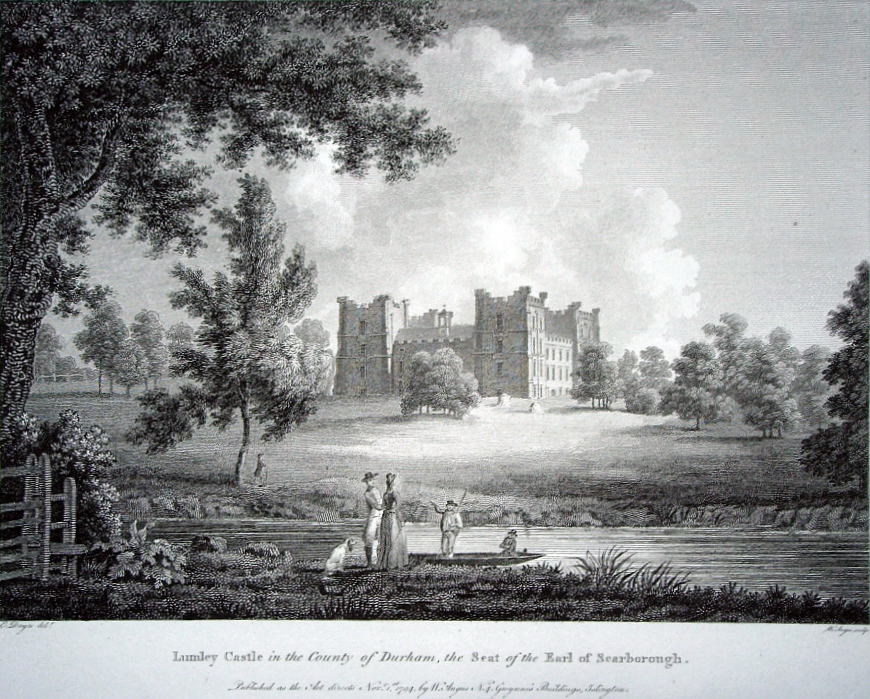
Château de Lumley sur une estampe sur cuivre au XVIIIe siècle

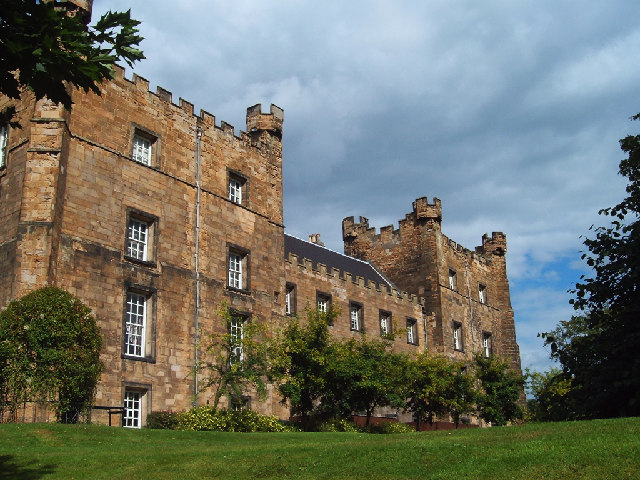
Château de Lumley en 2005

Il porte le nom de son créateur original, Ralph Lumley (1er baron Lumley) (en), qui transforme son manoir familial en château en 1389 après son retour des guerres en Écosse. Cependant, après avoir été impliqué dans un complot visant à renverser Henri IV, il est emprisonné et finalement exécuté, amenant la confiscation de ses terres au profit du comte de Somerset. En 1421, la propriété du château revient au petit-fils de Ralph Lumley, Thomas.
À l'époque de John Lumley (1er baron Lumley), il modifie les fenêtres du château pour laisser entrer plus de lumière, installe une nouvelle cheminée dans la grande salle ainsi qu'un lavabo en marbre noir et blanc, orné d'un pélican, qui est le écusson des armoiries de Lumley. Lors de l'accession de Jacques Ier en tant que roi d'Angleterre en 1603, il voyage d'Édimbourg à Londres pour prendre son nouveau trône. Le 13 avril, en route de Newcastle upon Tyne à Durham, il s'arrête brièvement au château en tant qu'invité de Lord Lumley. La chambre d'hôtel King James Suite commémore ce lien avec le roi. Cependant, la suite était auparavant la chapelle; le roi ne passe pas la nuit à Lumley, mais voyage plus tard dans la journée et réside au château de Durham.
Bien qu'il n'y ait aucun document pour le prouver, les modifications géorgiennes du château sont attribuées à John Vanbrugh, en particulier la bibliothèque, qui est maintenant le restaurant Black Knight.
Au XIXe siècle, le château devient la résidence de l'évêque de Durham, après que l'évêque William Van Mildert ait donné sa résidence du Château de Durham à la nouvelle université de Durham. Le château devient ainsi une résidence pour l'University College de Durham. Les hommes de château, comme on appelle les étudiants de l'University College de Durham, passent leur première année au château de Lumley et les années suivantes au château de Durham. Le château de Lumley est vendu dans les années 1960 par l'University College pour financer la construction des résidences « Moatside » dans le centre de Durham, afin de garder tous les étudiants sur le même site. Le rôle du château de Lumley dans l'histoire de l'University College est toujours commémoré par les étudiants lors de la « Lumley Run » bisannuelle.

## Aujourd'hui
En 1976, la gestion du château est confiée à No Ordinary Hotels (bien que Lord Scarbrough soit toujours propriétaire), qui fait transformer le château en hôtel de 73 chambres qu'il est aujourd'hui. C'est également une toile de fond pittoresque pour le Riverside Ground du Durham County Cricket Club, qui est utilisé pour la première fois en 1995, et abrite souvent des équipes de cricket en visite.

## Sources
- Margot Johnson. « Château de Lumley » à Durham : ville historique et universitaire et ses environs . Sixième édition. Turnstone Ventures. 1992. (ISBN 094610509X) . Page 40.
- Pevsner: The Complete Broadcast Talks: Architecture and Art on Radio and Television, 1945-1977 (2014)